# Nabu-shuma-ishkun
Nabu-shuma-ishkun was een Chaldese koning van Babylon die heerste van ca. 760 tot 748 v.Chr. en werd opgevolgd door Nabonassar.
Uit contemporaine bronnen van Borsippa weten we dat de stedelingen zich tijdens zijn regering moesten verdedigen tegen aanvallen van andere Babyloniërs. Men zou zelfs niet de gebruikelijke processies met de godsbeelden hebben kunnen houden, wat wijst op een periode van onrust.